# Адилет
Демократическая партия «Адиле́т», ДП «Адиле́т» (каз. «Әділет» Демократиялық партиясы, «Әділет» ДП; каз. әділет — справедливость) — политическая партия, функционирующая в Казахстане в 2004- 2013 годах. Председателем партии являлся Толеген Сыдыхов. Зарегистрирована 14 июня 2004 года, как Демократическая партия Казахстана. Численность партии составляла 70 000 человек. Партия строилась по территориальному принципу и имела отделения во всех областях республики и в городах Астана и Алма-Ата.
Прекратила существование в 2013 году.

## История
Демократическая партия Казахстана (ДПК) организовалась 14 июня 2004 года на базе общественно-политического движения «За правовой Казахстан», которое функционировало с начала 2002 года. Председателем партии стал Максут Султанович Нарикбаев.
По итогам выборов в Мажилис в 2004 году партия получила 0,76 % голосов при голосовании по партийным спискам. В Мажилисе третьего созыва имела одного депутата, избранного по одномандатному округу (Алшимбаев Зейнулла Утежанович).
Партия принимала участие в избирательных комиссиях страны. На президентских выборах 2005 года от ДПК в состав избирательных комиссий были избраны 185 человек.
В 2005 году ДПК принимала участие в президентских выборах в составе Народной коалиции Казахстана, которая включала в себя пропрезидентские политические партии и ряд НПО и оказывала поддержку действующему главе государства Нурсултану Назарбаеву и проводимому им политическому и экономическому курсу.
14 апреля 2006 года на IV съезде ДПК было принято решение переименовать партию в Демократическую партию «Адилет» (Справедливость). Вместо поста председателя партии был введён институт сопредседателей, которыми были избраны М. С. Нарикбаев, З. У. Алшимбаев, Ахмеджан Б. Г., Е. А. Онгарбаев, Т. С. Сыдыхов. 8 июля 2007 года на 5 съезде Демократической партии «Адилет» было принято решение о присоединении к Демократической партии Казахстана «Ак жол». 20 октября 2007 года на VI (внеочередном) съезде ДП «Адилет» было принято решение отменить ранее принятое решение о присоединении к ДПК «Ак Жол».
29 апреля 2008 года в здании Казахского государственного академического театра для детей и юношества имени Габита Мусрепова состоялся VII-ой очередной съезд Демократической партии «Адилет». Из 245 избранных делегатов в работе съезда приняли участие 201 делегат. В качестве гостей на съезде присутствовали представители политических партий, международных и казахстанских неправительственных организаций, средств массовой информации, известные общественные и государственные деятели, а также представитель российской политической партии «Справедливая Россия» Романович Александр Леонидович.
24 апреля 2009 года Демократическая партия «Адилет» провела партийную конференцию, посвященную 5-летию образования Демократической партии «Адилет».
На выборах в мажилис в 2012 году за партию проголосовали 0,66 % избирателей, партия заняла последнее седьмое место и не прошла в парламент. В распространённом заявлении партия «Адилет» поздравила все победившие партии, подчеркнув, что «несмотря на безрадостные итоги выборов для нашей партии, мы считаем, что в целом победила страна, победил Казахстан».
В марте 2012 года 72-летний Максут Нарикбаев добровольно освободил должность председателя партии, объяснив это необходимостью омоложения партийного руководства. В апреле на съезде партии председателем был избран Толеген Сыдыхов, бывший до этого первым заместителем председателя партии.
26 апреля 2013 года, партии Адилет и Руханият объединились в новую политическую партию Бірлік, вследствие чего, партия Адилет прекратила свое существование.

## Идеология
Партия была основана с целью консолидировать гражданскую волю граждан Казахстана путём укрепления правовой государственности, всемерно укреплять межнациональное согласие и политическую стабильность, воспитать у казахстанцев истинные чувства патриотизма. Своей главной задачей партия считала построение в Казахстане правового демократического социального государства, создание эффективной, передовой и развитой экономической системы, формирование гражданского общества
Партия постоянно позиционировала себя в качестве партии среднего класса и бизнеса.

## Структура
Высшим руководящим органом ДП «Адилет» являлся Съезд, который согласно уставу партии проводится один раз в четыре года. Однако на практике Съезды проводились чаще. Съезд имеет полномочия выдвигать своих членов на выбираемые должности в органы госуправления, местного самоуправления и в представительные органы Казахстана; формировать Центральный комитет партии и его руководителя; адвокат астана избирать сопредседателей партии; проводить финансовый аудит исполнительных органов партии; принимать решения о реорганизации или ликвидации партии.
Центральный комитет партии занимается текущей организационной деятельностью в период между работой Съездов. Численность и состав данного органа определяется на Съезде партии. Заседания Центрального комитета проводятся не реже одного раза в год после того, как его созывает один из сопредседателей партии.
Общее руководство партией между заседаниями Центрального комитета партии осуществляли Политический Совет и сопредседатели партии.